# Kasuya-gun

Landkreis Kasuya seit 1997 in der Präfektur Fukuoka

Kasuya (jap. 糟屋郡 Kasuya-gun) ist ein Landkreis in der Präfektur Fukuoka in Japan. 
Zum 1. September 2020 hatte er 233.485 Einwohner auf einer Fläche von 164,64 km².

## Gemeinden
- Hisayama
- Kasuya
- Sasaguri
- Shime
- Shingū
- Sue
- Umi